# Révolution espagnole de 1854
 (novembre 2022).
Si vous disposez d'ouvrages ou d'articles de référence ou si vous connaissez des sites web de qualité traitant du thème abordé ici, merci de compléter l'article en donnant les références utiles à sa vérifiabilité et en les liant à la section « Notes et références ».
La révolution espagnole de 1854 ou Vicalvarada est une insurrection qui a lieu en Espagne en juillet 1854, et marque le point de passage de la Décennie modérée au Biennat progressiste. Elle est menée à l'initiative du général Leopoldo O'Donnell. 

## La révolution

### Contexte
Dès le 20 février 1854, des militaires affiliés au parti démocrate tente de soulever la ville de Saragosse, avec le soutien de civils comme Eduardo Ruiz Pons (es), mais n'y parviennent pas. 
À cause de la tendance de la reine Isabelle II à transgresser les usages parlementaires, le parti modéré dirigé par Ramón María Narváez, Joaquín Francisco Pacheco et Antonio de los Ríos Rosas se rapproche du parti progressiste de Baldomero Espartero et Salustiano Olózaga, à tel point que les deux partis proposent une liste commune aux élections. Ils établissent aussi des liens avec certains militaires influents comme Leopoldo O'Donnell, Domingo Dulce et Antonio Ros de Olano (es), qui projettent de forcer la reine à dissoudre le gouvernement impopulaire mené par Luis José Sartorius.

### Déroulement
Finalement le général O'Donnell initie cette révolte le 28 juin 1854, et deux jours plus tard, il doit combattre des troupes fidèles au gouvernement à, près de Madrid. C'est d'ailleurs cette ville qui donne son nom à la révolution. L'issue de la bataille est indécise, et O'Donnell se retire vers le Portugal en traversant la Mancha, en attendant que de nouvelles troupes le rejoignent dans sa lutte.

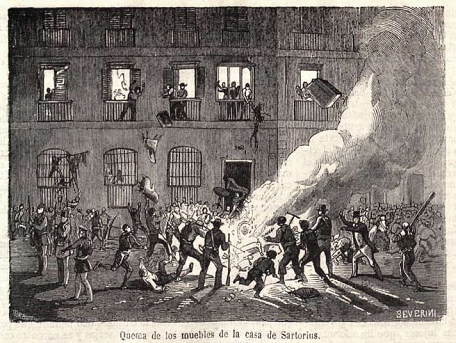
Les meubles de la maison de Luis José Sartorius sont brûlés

Face à l'échec des premiers jours, les chefs de la révolution cherchent le soutien de la population. O'Donnell rencontre Francisco Serrano à Manzanares el Real, pour s'assurer de son soutien, et celui-ci le convainc de modifier l'objectif de sa révolte. C'est ainsi qu'est écrit le Manifeste de Manzanares (es) par le jeune Antonio Cánovas del Castillo, publié le 7 juillet, et qui a pour but d'exposer le révolution d'O'Donnell et d'y rallier le plus grand nombre. Le 14 juillet, les progressistes et démocrates lancent l'insurrection à Barcelone, où elle prend une ampleur inespérée grâce à la participation des ouvriers. Ils continuent à Madrid dès le 17 juillet, où depuis la publication du manifeste les classes populaires sont mobilisées et où la résidence de José de Salamanca et de Luis José Sartorius ont été attaquées. La mère de la reine, Marie-Christine de Bourbon-Siciles, a due se réfugier au palais royal, et la prison du Saladero (es) a été prise d'assaut pour libérer les démocrates Nicolás María Rivero (es) et Sixto Cámara (es). Ces soulèvements sont suivis dans plusieurs autres villes, comme à Valence, Saragosse, Logroño ou Valladolid, et sont largement financés par le banquier Juan Bruil (es)
Le 17 juillet, la reine limoge le chef du gouvernement, remplacé par Fernando Fernández de Córdova, pour tenter de calmer la révolte. Celui-ci forme un gouvernement en y intégrant des progressistes et des modérés, mais il démissionne deux jours plus tard, en faveur d'Ángel de Saavedra. Ce dernier tente alors de réprimer le soulèvement de Madrid, maintenant remplie de barricades, en attendant le retour de l'armée, partie à la poursuite d'O'Donnell.

Finalement, face à l'ampleur de la situation, la reine décide de faire des concessions : Baldomero Espartero est nommé chef du gouvernement et Leopoldo O'Donnell est rappelé à la cour royale. Espartero accepte à condition que la reine reconnaisse ses erreurs dans un manifeste, et que sa mère réponde des accusations de corruption devant les tribunaux. Le 26 juillet, le manifeste est publié, et le 28, Espartero entre triomphalement à Madrid, tandis que Marie-Christine de Bourbon-Siciles s'exile en France.

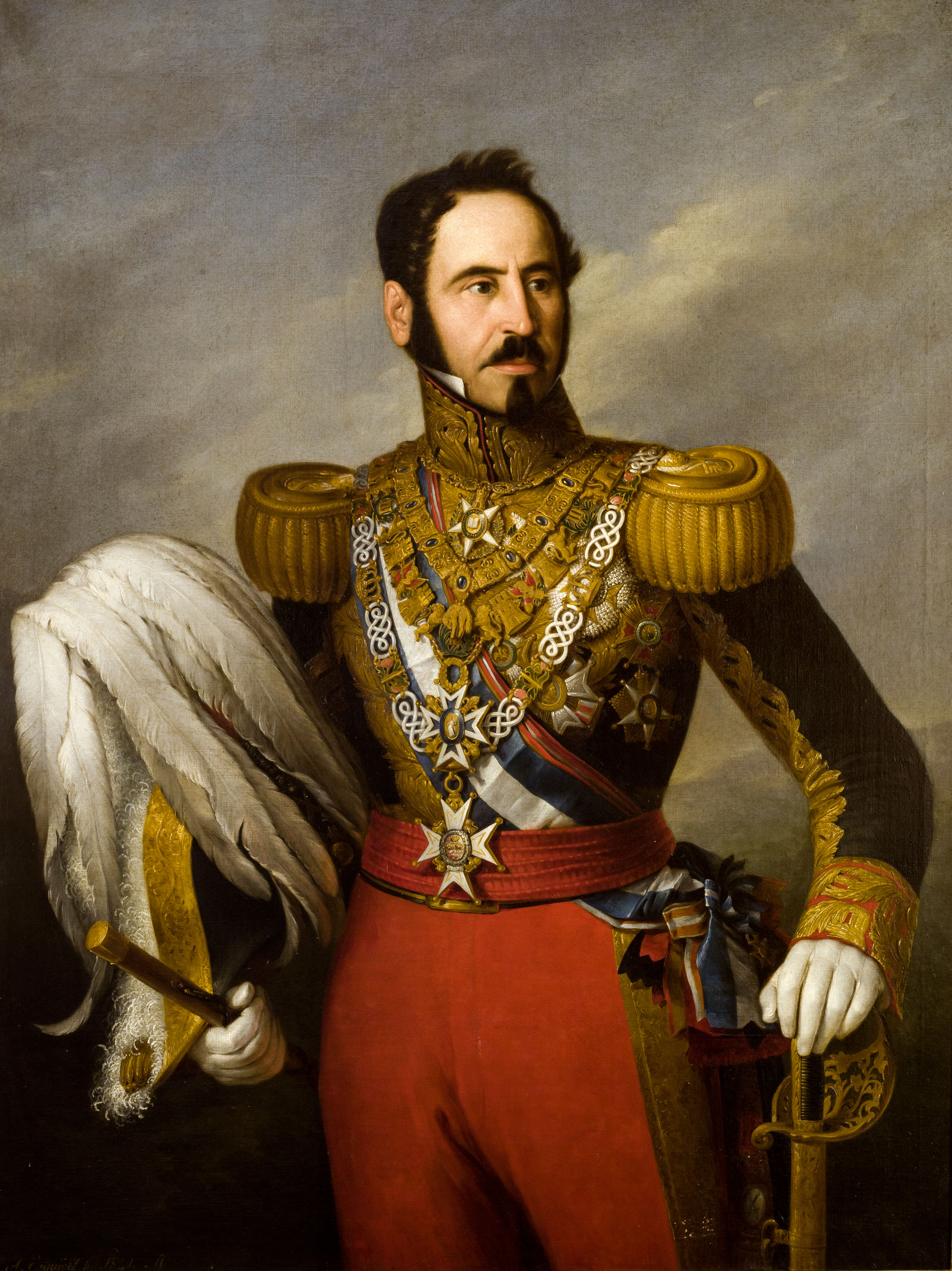
Le général Espartero
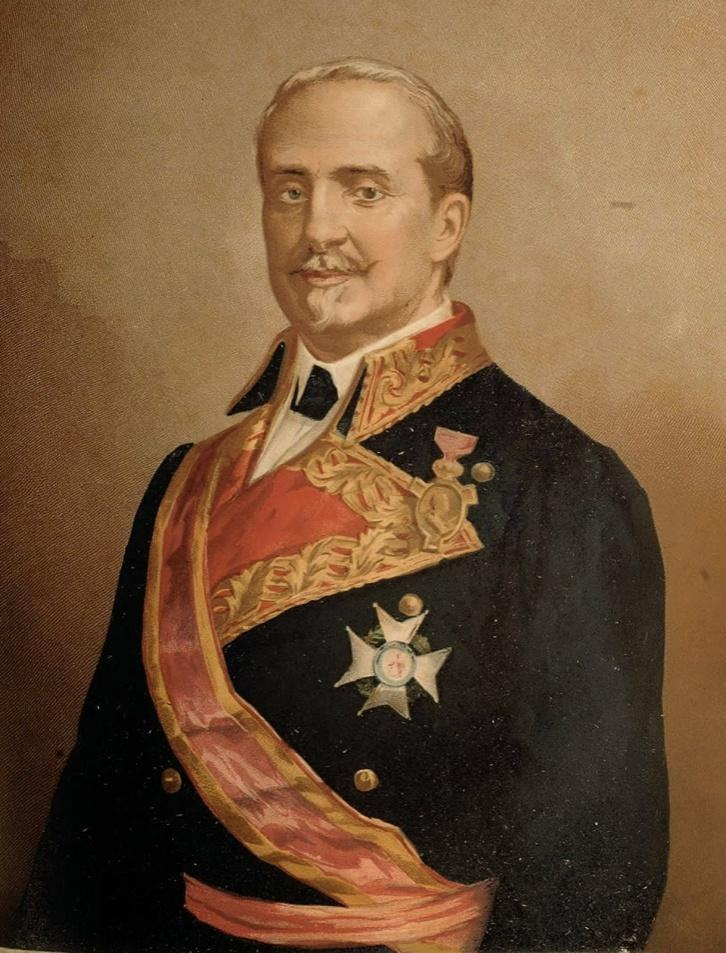
Le général O'Donnell

## Source
- (es) Cet article est partiellement ou en totalité issu de l’article de Wikipédia en espagnol intitulé « Revolución española de 1854 » (voir la liste des auteurs).